# Церква Воздвиження Чесного Хреста Господнього (Білокриниця)
Церква Воздвиження Чесного Хреста Господнього в Білокриниці — парафія і храм греко-католицької громади Залозецького деканату Тернопільсько-Зборівської архієпархії Української греко-католицької церкви в селі Білокриниця Тернопільського району Тернопільської области.

## Історія церкви
Згідно з описом церковного майна 1805 року, церкву Воздвиження Чесного Хреста Господнього було збудовано з різаного дерева на дубових підвалинах. Імовірно, в 1800-х роках парафія і церква були дочірніми і ними опікувалися священники з Олієва. У 1913 році за служіння о. Антона Сосенка замість старої церкви збудували нову, муровану. Цьому посприяла воля Агнєшки Вайди, яка заповіла частину коштів на будівництво.
Храм зазнавав пошкоджень під час Першої та Другої світових війн, але щоразу його відновлювали. У 1960-х роках церкву закрили, а в 1980-х роках її інтер'єр був знищений атеїстами. У 1989 році церкву відкрили і з часом відновили, а в жовтні 1991 року парафія Воздвиження Чесного Хреста була офіційно відновлена.
При парафії діють спільноти «Матері в молитві», заснована 11 вересня 2011 року, Марійська дружина, заснована в жовтні 2011 року, та Вівтарна дружина. З лівого боку при в'їзді в село стоїть хрест Свободи на честь скасування панщини, а в центрі населеного пункту — фігура Матері Божої.

## Парохи
- о. Семен Назаревський (середина 18 століття),
- о. Василь Томашинський (1778),
- о. Антон Сосенко,
- о. Богдан Кирич,
- о. Олексій Боднарчук (з 29 грудня 2009).